# Райнольд Суходольський
Суходольський Райнольд (пол. Rajnold Suchodolski;нар. 1804 р.; пом. 8 вересня 1831 р. у Варшаві) — польський поет, борець за незалежність, учасник Листопадового повстання.
Він був братом відомого художника Януарія Суходольського. У гімназії в Свіслочі він належав до таємного Товариства Зорзан, пов'язаного з Товариством Філаретів.
Після вибуху повстання 1830 р. став членом Патріотичного товариства. Як солдат почесної варти, а згодом юнкер 5-го стрілецького полку брав участь у Листопадовому повстанні. Поранений у битві під Остроленкою. Брав участь у боях за Варшаву у вересні 1831 р., під час яких знову був важко поранений. Помираючого поета перевезли до лікарні в Уяздові (або до школи). Коли росіяни захопили столицю, Суходольський зірвав бинти з ран і помер від кровотечі.
Його вірші та повстанські пісні були опубліковані у збірці Улюблені пісні 1831 р. Найвідоміші твори поета — пісні Привіт, травнева зоренько на згадку про Конституцію 3 травня, Полонез Костюшка і Революційна пісня (Давайте брати до ятагану).